# Res publica christiana
Nel pensiero politico occidentale medievale e della prima età moderna, la respublica o res publica Christiana si riferisce alla comunità internazionale dei popoli e degli Stati cristiani. Come locuzione latina, Res publica Christiana combina l'idea di Res publica (cosa pubblica) e Cristianità (nel senso di raccolta dei fedeli in Cristo) per descrivere la società umana politicamente organizzata e imperniata sui principi religiosi e morali della Fede cristiana.

## Storia

### Antichità e Medioevo
Il concetto di una res publica Christiana è attestato per la prima volta in S. Agostino (V sec.), che nell'opera De civitate Dei legittimò la Chiesa Cristiana come vera res publica a differenza dell'Impero Romano. Mentre infatti l'impero di Roma era stato conquistato con la forza e non con la giustizia, la Chiesa cristiana era una vera res publica, fondata per il bene dell'umanità. In un'altra opera, il De opere monachorum, Agostino affermò esplicitamente che “esiste una sola comunità di tutti i cristiani” (“omnium enim christianorum una respublica est”).
Nonostante la distinzione di Agostino, nel corso del tempo la res publica imperiale e quella ecclesiastica si mescolarono. Così, nel periodo tardo-antico e altomedievale, dal papato bizantino del VI secolo fino alla fine dell'XI, la cancelleria papale usò il termine res publica Christiana principalmente per riferirsi all'impero cristiano: prima l'impero bizantino, poi, dall'800, l'impero carolingio o Sacro Romano Impero. Il ristabilimento dell'impero in Occidente portò successivamente i papi a usare il termine nelle lettere di esortazione a dei re franchi che non portavano necessariamente il titolo di imperatore, come ad esempio Papa Giovanni VIII che nell'878 scrisse al re Luigi il Balbo dello “stato della religione e della repubblica cristiana" (“statu Christiane religionis ac rei publicae”).
Nell'XI secolo, il termine era ormai stato generalizzato, attraverso l'applicazione in diversi contesti politici, a indicare la totalità degli Stati cristiani come una comunità sotto la guida del papa — il senso principale che ha mantenuto nel Medioevo da allora in poi. L'unità della comunità cristiana era una supposizione centrale del pensiero politico europeo medievale. Nelle parole dello storico delle relazioni internazionali Garrett Mattingly, l'Europa cattolica medievale “pensava a se stessa come a un'unica società”, la res publica Christiana, e sebbene questa res publica non sia mai stata realizzata come uno Stato unificato, è esistita politicamente come un corpo comune di leggi condiviso tra i vari Paesi della regione e sviluppato da una comunità internazionale di giuristi. Il termine in questo senso era strettamente legato al concetto medievale che la società umana fosse una monarchia universale governata dal papa o dall'imperatore come “signore del mondo” (dominus mundi); fu quindi usato dall'imperatore Federico II, ad esempio, per descrivere i suoi vari domini nel XIII secolo.

### Riconcettualizzazione rinascimentale
Pur designando un concetto chiave nel pensiero politico medievale, fino al XV secolo il termine res publica Christiana rimase relativamente raro rispetto ad alternative prive di un significato specificamente politico, come Christianitas. Solo in epoca rinascimentale la res publica Christiana assunse un nuovo significato: nei documenti papali, dopo un periodo di disuso a partire dal XIII secolo, il termine fu ripreso nel XV e all'inizio del XVI secolo da papi umanisti come Pio II, che lo invocò per bandire una crociata dopo la caduta di Costantinopoli in mano alle forze di Maometto II nel 1453, e Leone X, che negli anni Dieci del Cinquecento si sforzò di incoraggiare i governanti d'Europa a difendere la cristianità contro i turchi ottomani.

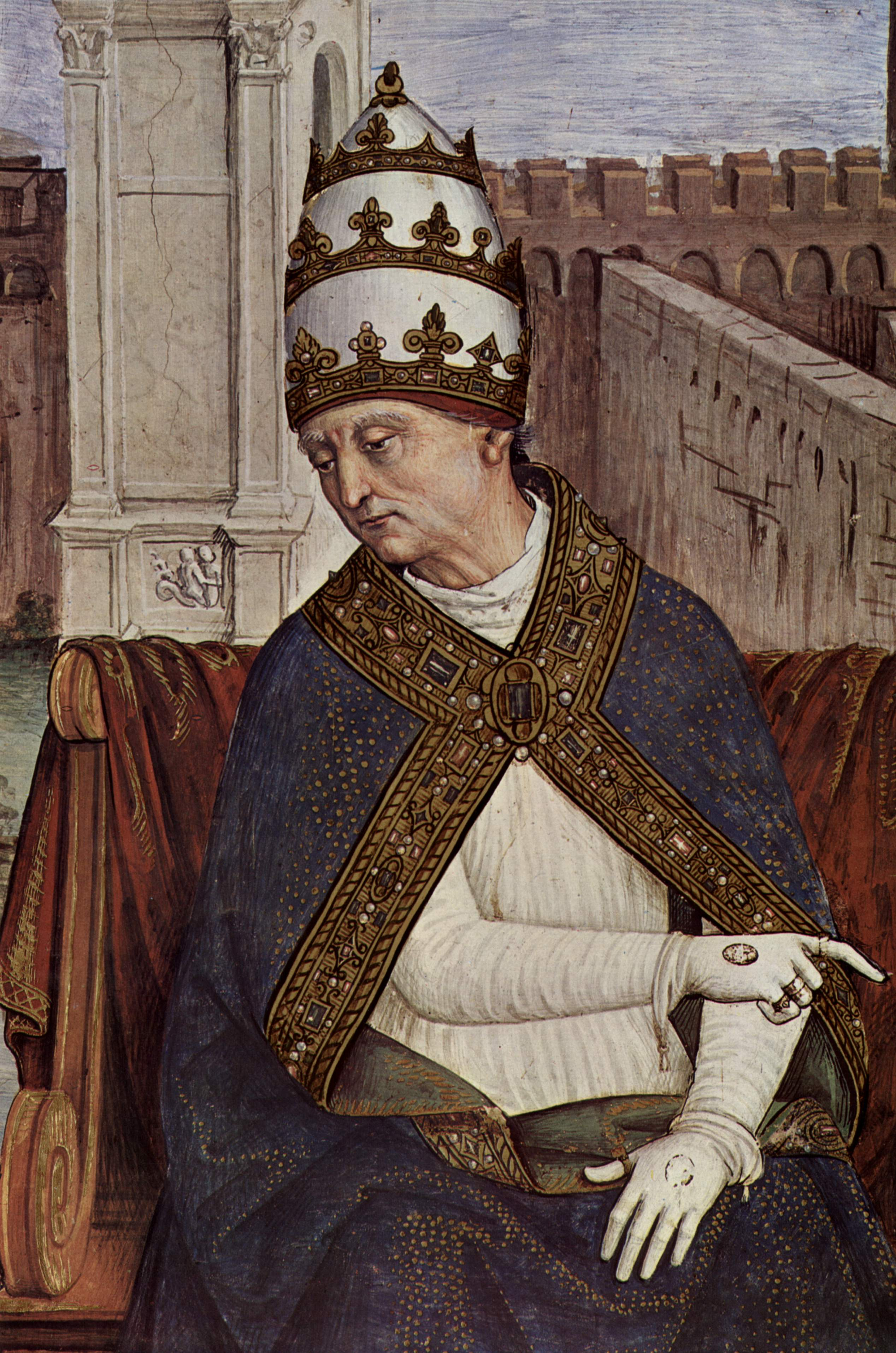
Papa Pio II (1458–1464) esortò i governanti europei a difendere la res publica Christiana dopo la caduta di Constantinopoli.

In questi casi, il termine designava l'Europa cristiana come una comunità politica con un interesse secolare condiviso. Così, per il giurista umanista del XVI secolo Andrea Alciato, norme diverse del diritto internazionale andavano applicate ai non cristiani in Asia e in Africa, che non erano cittadini della res publica. Allo stesso modo, le faide tra le diverse potenze europee erano concepite come guerre civili interne alla cristianità, che distraevano i cristiani dalle minacce alla res publica nel suo complesso. Nella sua elaborazione da parte di altri teorici del XVI secolo, come Erasmo da Rotterdam e Giusto Lipsio, questa concezione rinascimentale della res publica Christiana era esplicitamente pluralista, togliendo peso alla specifica leadership politica del papa e sostituendosi all'idea medievale di un impero cristiano unitario.

### Transizione verso il sistema statale moderno
Alcuni storici moderni delle relazioni internazionali come Hedley Bull e Cathal J. Nolan hanno sostenuto che l'Europa cessò di essere una res publica Christiana a causa delle guerre di Riforma e Controriforma del XVI e XVII secolo e divenne un “sistema statale” con una netta separazione tra Chiesa e Stato. Il principio “cuius regio, eius religio” ("di chi è il regno, sua sia la religione"), formulato per la prima volta nella Pace di Augusta (1555), fu confermato nella Pace di Vestfalia (1648), che conferì agli Stati laici la sovranità sulle religioni, rifiutando qualsiasi autorità religiosa sovranazionale. L'ultimo riferimento alla res publica Christiana in un documento statale si trova nella Pace di Utrecht (1713) — anche il primo trattato a contenere un riferimento all'equilibrio dei poteri.
Tuttavia, anche quando l'unità religiosa e politica dell'Europa si disintegrò, la res publica Christiana continuò a essere influente come modello alternativo di relazioni internazionali per tutto il XVII secolo. Il duc de Sully, ministro capo di Enrico IV di Francia all'inizio del XVII secolo, e il suo successivo successore, il cardinale Richelieu, cercarono entrambi di realizzare una forma di res publica Christiana: Sully con la proposta di un consiglio federale di Stati cristiani per risolvere i conflitti in Europa, Richelieu con l'etichetta di “pace della cristianità” (paix de la chrétienté). Ancora nel 1715, Gottfried Wilhelm Leibniz si appellava al concetto di res publica Christiana sotto la leadership del Papa e dell'Imperatore come un modello federale per l'unità politica europea.

### Utilizzo cattolico successivo
Nella teologia cattolica la res publica Christiana finì per riferirsi principalmente alla Chiesa cattolica stessa come societas perfecta (“società perfetta”) autosufficiente, ma mantenne una certa valenza politica dopo il XVII secolo. Un esempio dell'uso successivo dell'espressione è l'enciclica del 1766 di Papa Clemente XIII, “Christianae Reipublicae Salus”, che condannava la “desolazione” causata alla res publica dalla libera circolazione di scritti anticristiani ed esortava i governanti cattolici a sopprimerli. Più tardi, nel 1849, gli ultramontani in Europa descrissero Papa Pio IX come il leader di una rinata res publica Christiana. Nella sua enciclica del 1890, Papa Leone XIII distinse la Chiesa come respublica Christiana dall'imperium temporale — “governo civile” — affermando che non fosse prerogativa della Chiesa giudicare tra le diverse forme e istituzioni dei governi secolari.